# Kelleria lyallii
Kelleria lyallii är en tibastväxtart som först beskrevs av Joseph Dalton Hooker, och fick sitt nu gällande namn av S. Berggren. Kelleria lyallii ingår i släktet Kelleria och familjen tibastväxter. Inga underarter finns listade i Catalogue of Life.